# Ekonomická regulace
Ekonomická regulace je v ekonomii regulace ve smyslu uplatňování zákonů a dalších závazných předpisů vlády nebo jiných institucí, které se používají k účelům jako je náprava selhání trhu, narovnání podnikatelského prostředí, ochrana životního prostředí nebo spotřebitelů.

## Důvody regulace
Za základní důvod existence ekonomické regulace lze považovat různé formy selhání trhu, které vznikají, pokud tržní mechanismy nevedou ke společensky optimálním výsledkům (obvykle ve smyslu Paretova optima). Tržní selhání bývají spojena s výrobní nebo alokační neefektivitou. Mezi příčiny tržních selhání lze zařadit zejména následující:
- nedokonalá konkurence (zvláště monopol), což vede k menšímu vyrobenému objemu a vyšší ceně daného produktu; jde o příklad výrobní neefektivity;
- externality, které vznikají, když činnost některého subjektu pozitivně či negativně ovlivňuje jiný subjekt, aniž by za to tento subjekt platil nebo byl kompenzován; jde o příklad alokační neefektivity – tržní cena daného produktu neodráží všechny přínosy a náklady, soukromé a společenské mezní přínosy a náklady produktu se tak nerovnají (například cena zboží, která neodráží společenské náklady znečištění ovzduší při výrobě zboží);
- informační asymetrie, kdy jedna strana má informační výhodu oproti druhé (například prodejce, který zná kvalitu svého zboží lépe než kupující);
- omezená racionalita spotřebitele, kdy spotřebitel nemá dostatek schopností, možností nebo času provést optimální rozhodnutí na základě zvážení všech relevantních faktorů včetně dlouhodobých následků (důsledkem je například regulace prodeje alkoholu, tabákových výrobků, drog nebo regulace hazardu);
- nejasné vymezení vlastnictví;
- morální hazard, který nastává, pokud osoba či instituce nenese v plné míře možné negativní následky svého jednání a chová se kvůli tomu jinak, než kdyby je nést musela (například člověk spravující cizí peníze, který je motivován podílem ze zisku, ale nenese případnou ztrátu, bude podstupovat rizikovější a potenciálně výnosnější investice)[5]; morální hazard ale nemusí být pouze příčinou státní regulace, nýbrž i jejím důsledkem – zejména v případě poskytování státních záruk, kdy stát snímá část odpovědnosti za ztráty ze soukromých subjektů a bere tuto odpovědnost na sebe – příkladem může být státní pojištění bankovních vkladů či koncept too-big-to-fail.[6]

## Způsoby regulace

### Formy regulace
Hrozí-li nějakému trhu selhání a rozhodne-li se proto vláda (či jiná instituce) tento trh regulovat, je nutné zvolit konkrétní formu regulace. Může jít o zákazy či příkazy některých činností; o standardy týkající se bezpečnosti či kvality zboží; o regulaci cen; nebo o udělování a případně odebírání licencí nutných pro provádění určitých aktivit (např. bankovní licence). Alternativně k těmto formám regulace se může vláda sama stát producentem na daném trhu, a nebo může ovlivňovat rozhodování výrobců a spotřebitelů vyšším zdaněním či naopak dotací některých aktivit a produktů.
Mezi nejvíce regulovaná odvětví patří zejména energetický průmysl, doprava, telekomunikace (tedy oblasti s velkými náklady na infrastrukturu, které způsobují tendence ke vzniku přirozeného monopolu, uplatňuje se zde tedy zejména regulace cen), dále pak pojišťovnictví, bankovní průmysl a finanční trhy, a farmaceutický průmysl (tedy sektory s výraznou informační asymetrií a sklony k morálnímu hazardu; regulace se tak zaměřuje zvláště na zákazy některých činností, stanovování příkazů a norem, které musí každý subjekt splňovat, a na udílení licencí). Významnou roli hraje také regulace zabývající se ochranou životního prostředí, například prostřednictvím emisních povolenek, které mají za cíl omezit negativní externalitu v podobě znečištění vzduchu. Specifickou formou pak je regulace jednotlivých povolání zejména vymezením požadavků, které musí splňovat každý, kdo dané povolání vykonává – cílem této regulace je omezení informační asymetrie ohledně odborné způsobilosti dané osoby (týká se například lékařů, právníků, účetních atd.).

### Regulátoři
V České republice se provádění regulace účastní zejména:
- vláda, ministerstva a další vládní instituce;
- parlament schvalováním příslušných zákonů;
- nezávislé regulační úřady, například Energetický regulační úřad stanovující mj. ceny energií nebo Česká národní banka, mezi jejíž cíle patří regulace finančního trhu;
- soudy;
- orgány Evropské unie, například Evropská komise, mezi jejíž pravomoci patří mj. ochrana hospodářské soutěže.

## Regulatorní zajetí
Teorie regulatorního zajetí (regulatory capture) popisuje situaci, kdy instituce vytvořená za účelem regulace nějakého odvětví ve skutečnosti nejedná ve veřejném zájmu, ale naopak v zájmu specifické zájmové skupiny – obvykle dominantních subjektů v daném odvětví. Důvodem vzniku regulatorního zajetí může být zejména fakt, že tyto zájmové skupiny jsou regulací zásadně ovlivněny a jsou proto ochotny věnovat značnou snahu a značné finanční prostředky na ovlivnění konkrétní podoby regulace ve svůj vlastní prospěch (například prostřednictvím lobbyingu); oproti tomu veřejný zájem je rozprostřen mezi všechny ostatní členy společnosti, kde zájem jednotlivce na podobě regulace konkrétního odvětví je výrazně nižší a chybí proto motivace ke snaze ovlivnit ji.

## Vývoj a postoje k regulaci
Regulace se ve velké míře začala prosazovat (zvláště v USA) od třicátých let 20. století, kdy volný trh předchozího období vyústil ve Velkou depresi. Výsledkem byla rozsáhlá regulace finančních trhů (například Glass-Steagallovým zákonem), ale i dalších odvětví. V sedmdesátých letech se rozšířila kritika regulace; mezi hlavní argumenty kritiků regulace patří kromě konceptu regulatorního zajetí to, že příliš velká regulatorní zátěž vede k neefektivitě, pokřivení trhu, bývá spojena s velkou nepružností státních institucí a byrokracií, vede k velkým nákladům pro stát a k omezení ekonomického růstu; výsledkem sílícího přesvědčení o důležitosti těchto argumentů bylo od sedmdesátých let období deregulace a privatizace zejména v oblasti telekomunikací, dopravy a finančních trhů. Příliš velká míra deregulace v bankovnictví a finančnictví spojená s následným rozšířením morálního hazardu, informační asymetrie a s podstupováním přílišného rizika je považována za jednu z hlavních příčin finanční krize, která vypukla v roce 2007 a poté přerostla v globální recesi. Po finanční krizi tak následovalo období opětovného zvyšování regulace a dohledu, alespoň co se finančních trhů týče – v USA například nově zavedený Dodd Frankův zákon obnovil některé principy Glass-Steagallova zákona, které byly zrušené v období deregulace; v Evropě pak vznikla například Evropská bankovní unie upravující mj. kapitálové požadavky pro banky.